# Luca Guercilena
Luca Guercilena, né le 4 août 1973 à Cassinetta di Lugagnano (Lombardie), est un dirigeant d'équipes cyclistes italien. Il est actuellement manager général de l'équipe Trek-Segafredo. De 2012 à 2016, il est le sélectionneur national de l'équipe de Suisse. Il est remplacé en 2017 par l'Allemand Danilo Hondo.

## Biographie
Luca vécut toute son enfance dans sa ville natale de Cassinetta di Lugagnano, en Lombardie.

### Dirigeant d'équipes cyclistes
En 2011, quand l'équipe Leopard-Trek est créée, Luca Guercilena est nommé directeur sportif de cette toute jeune structure. Il en devint manager général en 2013, succédant ainsi au belge Johan Bruyneel, démis de ses fonctions à la suite des révélations de son implication dans le dopage du coureur américain Lance Armstrong.

## Palmarès

### Victoires en tant que dirigeant

#### 2013
- Championnat de Nouvelle-Zélande sur route avec Hayden Roulston
- Grand Prix Nobili Rubinetterie avec Bob Jungels
- Grand Prix E3 avec Fabian Cancellara
- Paris-Roubaix avec Fabian Cancellara
- Championnat de Suisse du contre-la-montre avec Fabian Cancellara
- Championnat du Luxembourg du contre-la-montre avec Bob Jungels
- Championnat de Croatie sur route avec Robert Kišerlovski
- Championnat de Belgique sur route avec Stijn Devolder
- Championnat du Luxembourg sur route avec Bob Jungels
- Classique de Saint-Sébastien avec Tony Gallopin
- Tour d'Espagne avec Christopher Horner

#### 2014
- Championnat de Nouvelle-Zélande sur route avec Hayden Roulston
- Tour des Flandres avec Fabian Cancellara
- Championnat de Belgique du contre-la-montre avec Kristof Vandewalle
- Championnat de Suisse du contre-la-montre avec Fabian Cancellara
- Championnat du Luxembourg du contre-la-montre avec Laurent Didier
- Championnat du Japon du contre-la-montre avec Fumiyuki Beppu
- Championnat d'Autriche sur route avec Riccardo Zoidl
- Championnat du Luxembourg sur route avec Fränk Schleck

#### 2015
- Étoile de Bessèges avec Bob Jungels
- Grand Prix Nobili Rubinetterie avec Giacomo Nizzolo
- Championnat des États-Unis sur route avec Matthew Busche
- Championnat du Luxembourg du contre-la-montre avec Bob Jungels
- Championnat du Luxembourg sur route avec Bob Jungels
- Grand Prix de Fourmies avec Fabio Felline
- Tour d'Alberta avec Bauke Mollema
- Japan Cup avec Bauke Mollema

#### 2016
- Championnat d'Australie sur route avec Jack Bobridge
- Trofeo Serra de Tramontana avec Fabian Cancellara
- Kuurne-Bruxelles-Kuurne avec Jasper Stuyven
- Strade Bianche avec Fabian Cancellara
- Grand Prix du canton d'Argovie avec Giacomo Nizzolo
- Championnat de Suisse du contre-la-montre avec Fabian Cancellara
- Championnat d'Italie sur route avec Giacomo Nizzolo
- Classique de Saint-Sébastien avec Bauke Mollema
- Coppa Bernocchi avec Giacomo Nizzolo
- Tour du Piémont avec Giacomo Nizzolo

#### 2017
- Tour de San Juan avec Bauke Mollema
- Championnat de Colombie du contre-la-montre avec Jarlinson Pantano
- Championnat du Danemark sur route avec Mads Pedersen
- Championnat du Portugal sur route avec Ruben Guerreiro

### Victoires en tant que sélectionneur national

#### 2016
- Contre-la-montre masculin aux Jeux olympiques 2016 avec Fabian Cancellara